# Friedrich Wilhelm Franz Herring
Friedrich Wilhelm Franz Herring (* 27. Februar 1830 in Glatz; † 1. Juni 1893 in Berlin) war ein königlich preußischer Generalleutnant und zuletzt Traininspekteur.

## Herkunft
Seine Eltern waren Friedrich Ferdinand Sylvius Herring (* 25. November 1798; † 20. Juni 1868) und dessen Ehefrau Friederike Kneißler (* 1799; † 22. Januar 1865). Sein Vater war Oberstleutnant a. D. und zuletzt Abteilungskommandeur in der 6. Artilleriebrigade.

## Leben
Er ging am 27. August 1842 als Kadett nach Bensberg und von dort am 20. Mai 1845 als Kadett nach Berlin. Nach seinem Abschluss wurde er am 1. April 1848 als Seconde-Lieutenant in die 6. Artilleriebrigade aggregiert. Von dort wurde er am 1. Oktober 1859 an die Vereinigte Artillerie- und Ingenieurschule abkommandiert. Während der Mobilmachung von 1850 wurde er am 9. November 1850 in das mobilisierte 6. Artillerieregiment geschickt. Er kehrte am 1. März 1851 auf die Schule zurück, am 13. Juli 1851 kehrte er in das Regiment zurück, wo er am 9. Dezember 1851 Artillerieoffizier mit Patent zum 16. September 1848 ernannt wurde.

Am 1. Juni 1853 wurde er zum Feuerwerksleutnant ernannt und später vom 30. September bis zum 21. April 1859 auf die Allgemeine Kriegsschule abkommandiert, in dieser Zeit wurde er am 2. September 1858 als Premier-Lieutenant in das 7. Artillerieregiment versetzt. In Folge der Mobilmachung von 1859 kehrte er am 21. April 1859 in das Regiment zurück. Danach kam er am 21. Januar 1861 als Hauptmann in die 6. Artilleriebrigade und wurde am 18. April 1865 Batteriechef. Am 19. Oktober 1865 wurde er zum Mitglied der Artillerie-Prüfungskommission.
Während der Mobilmachung zum Deutschen Krieg wurde er am 20. Mai 1866 in die 6. Artilleriebrigade aggregiert. Er nahm am Feldzug teil und kehrte bereits am 8. September 1866 zur  Artillerie-Prüfungskommission zurück. Unter Belassung seiner Kommandos kam er am 30. Oktober 1866 in das Festungs-Artillerieregiment Nr. 4. Am 28. April 1867 wurde er dann als Mitglied der Artillerie-Prüfungskommission à la suite des Regiments gestellt. Während der Mobilmachung zum Deutsch-Französischen Krieg wurde er am 21. August 1870 in die 10. Artilleriebrigade abkommandiert und dort zum Chef des schweren Reservebatterie ernannt. Während des Feldzuges nahm er an den Belagerungen von Metz, Toul und Soissons teil. Dafür erhielt er am 24. Dezember 1870 das Eiserne Kreuz 2. Klasse.
Nach dem Krieg kehrte er am 18. April 1871 in die Artillerie-Prüfungskommission teil. Dort stieg er am 4. November 1871 zum Major auf und wurde am 5. März 1871 zum Inspizienten des Artilleriematerials ernannt. Unter Belassung seiner Stellung wurde er am 26. Oktober 1872 à la suite des Fuß-Artillerieregiments Nr. 4 gestellt. Am 16. August 1877 bekam er dazu den Rang eines Regimentskommandeurs und am 18. Oktober 1877 die Beförderung zum Oberstleutnant. Am 13. September 1882 zum Oberst befördert. Er sollte wieder ein Kommando bekommen, aber es konnte kein geeigneter Nachfolger gefunden wurde. Aber am 5. Februar 1887 wurde er zum Traininspekteur ernannt und dazu à la suite des Garde-Trainbataillons gestellt. Er erhielt am 15. November 1887 zu Beförderung zum Generalmajor und am 18. Januar 1889 auch den Roten Adlerorden 2. Klasse mit Eichenlaub. Er bekam am 24. März 1890 auch die Ernennung zum Generalleutnant, am 14. Mai 1890 wurde er dann mit Pension zur Disposition gestellt und dazu den Stern zum Roten Adlerorden. Von 1882 bis 1892 war er zusammen mit General Schroeder zeitweise Leiter der Zeitschrift Archiv für Artillerie- und Ingenieuroffizier des deutschen Reichsheeres.
Er starb am 1. Juni 1893 in Berlin und wurde am 4. Juni 1893 auf dem 12-Apostel-Friedhof beigesetzt.
Der Kriegsminister General Julius von Verdy du Vernois schrieb 1890: Die Beurteilung des Generalmajors Herring ist stets eine sehr günstige gewesen. Klar, bestimmt. tätig, taktvoll mit hervortretender praktischer Begabung und gediegenen Kenntnissen, hat er als Traininspekteur vortrefflich gewirkt. Lange aus dem praktischen Truppendienst der Artillerie entfernt, würde er sich doch bei seiner Kenntnis der Waffe bald wieder hineinfinden, und erachte ich ihn sowohl zum Kommandeur für eine Fußartilleriebrigade wie für eine Stellung als Kommandanten geeignet. Jedenfalls verdienen seine guten dienstlichen Leistungen alle Anerkennung und vermag er sehr wohl nach dem allerhöchsten Dienst nützlich sein.

## Familie
Herring heiratete am 17. März 1851 in Berlin Gertrud Mentzel. Das Paar hatte nur einen Sohn Ernst der bereits 1862 verstarb.